# Tienermoeder

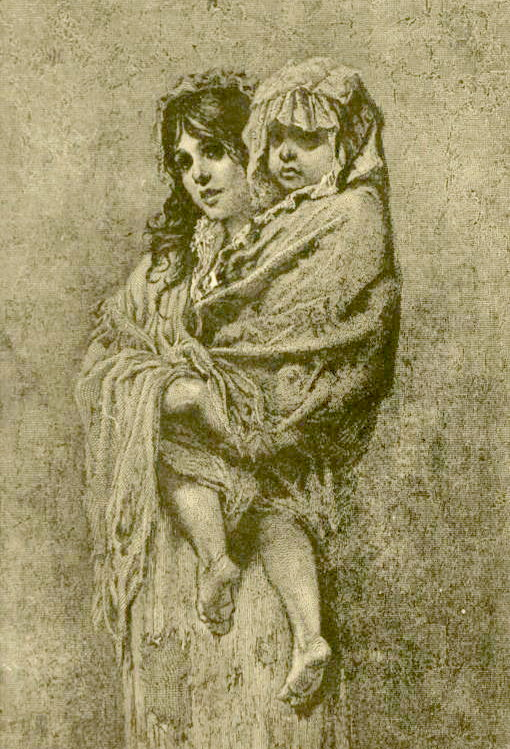
Een jong meisje houdt haar kind vast, circa 1881

Een tienermoeder is een tiener (persoon van 13 tot 19 jaar) die een kind heeft gekregen.

## Nederland
In 2009 werden gemiddeld 14,3 per 1000 meisjes zwanger, een van de laagste percentages ter wereld. Dit kan komen door een ongeluk met de voorbehoedsmiddelen, bijvoorbeeld dat het condoom gescheurd is tijdens de geslachtsgemeenschap, of omdat er geen voorbehoedsmiddelen zijn gebruikt, vaak omdat een of beide partners hier niet over durfden te praten met elkaar. De ontstane zwangerschap is dan ook vaak ongewenst. In een vrij groot aantal gevallen wordt bij een dergelijke zwangerschap abortus gepleegd, of wordt het kind na de geboorte ter adoptie afgestaan.

### Consequenties
In een onderzoek van de Rutgers Stichting uit 2005 werd de conclusie getrokken dat de onderzochte tienermoeders het moederschap als moeilijk ervaren en vooral het opgeven van de vrijheid. Het contact met vriendinnen gaat verloren en er ontstaan financiële problemen. In veel gevallen is er ook geen contact meer met de vader en moet de tienermoeder het alleen opknappen.

### Tienervader
Een tienervader is een jongeman die de zorg draagt voor zijn kind. Vaak vormt de tienervader een gezin met een tienermoeder en een pasgeboren kind.

## Statistieken per land
Het aantal tienermoeders in de leeftijd van 15 tot 19 jaar op een totaal van 1000 geboorten/abortussen naar Eurostat voor 2018.
| Land                | Geboortecijfer | Abortuscijfer |
| ------------------- | -------------- | ------------- |
| Portugal            | 31,8           |               |
| Bulgarije           | 126,4          |               |
| Roemenië            | 113,0          |               |
| Slowakije           | 78,7           |               |
| Hongarije           | 81,7           |               |
| Verenigd Koninkrijk | 43,6           |               |
| Estland             | 36,0           |               |
| IJsland             | 19,6           |               |
| Polen               | 36,7           |               |
| Tsjechië            | 28,8           |               |
| Noorwegen           | 10,1           |               |
| Duitsland           | ?              |               |
| Griekenland         | 30,6           |               |
| België              | 21,4           |               |
| Finland             | 20,2           |               |
| Frankrijk           | 30,8           |               |
| Denemarken          | 8,7            |               |
| Zweden              | 13,8           |               |
| Nederland           | 11,6           |               |
| Spanje              | 26,8           |               |
| Italië              | 10,9           |               |
| Oostenrijk          | 18,3           |               |
| Ierland             | 25,6           |               |
| Kroatië             | 32,4           |               |
| Litouwen            | 42,2           |               |
| Letland             | 44,0           |               |
| Zwitserland         | 7,4            |               |
| Cyprus              | 27,7           |               |
| Malta               | 42,5           |               |
| Slovenië            | 10,1           |               |
| Luxemburg           | 14,3           |               |